# Вулиця Пивоварова (Сіверськодонецьк)
Ву́лиця Пивова́рова — вулиця у Сіверськодонецьку довжиною 3 560 метрів. Починається від кільця 1-го і 5-го тролейбусних маршрутів в глибині промислової забудови. Перетинає Гвардійський проспект. В неї впираються вулиця бульвар Незалежності України, проспект Хіміків і вулиця Миколи Леонтовича. Після перетину з вулицею Богдана Ліщини, переходить у вулицю Трудову (селище Лісна Дача). Забудована промисловими об'єктами. Названа на честь відомого конструктора Юрія Пивоварова.

## Галерея

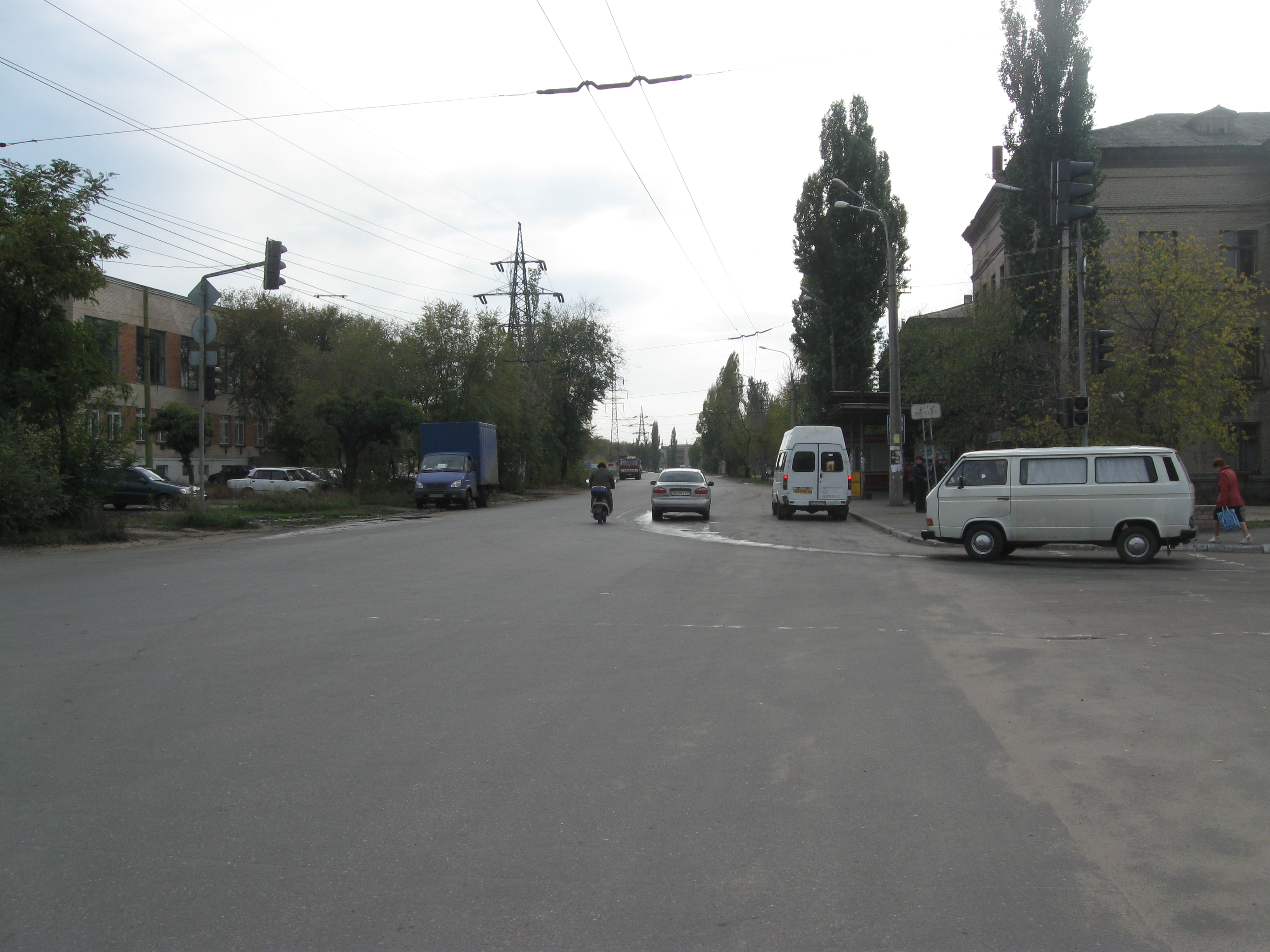
Вигляд біля другої прохідної Сіверськодонецького об'єднання «Азот»